# Mendoza RM-450
El RM-450 (originalmente llamado “Mendoza Competencia”) es un rifle de aire comprimido accionado por resorte fabricado por la empresa mexicana Productos Mendoza, es el único rifle diseñado exclusivamente para competencia fabricado por esta marca y es el rifle que otorga la FEMETI a sus becarios. El rifle se basa en el diseño y la fiabilidad de su antecesor, el “Mendoza Competencia”, un rifle de diseño y sistema similares que fue el antecesor del Mendoza RM-450.

## Diseño y características
El rifle Mendoza RM-450 está fabricado en madera y metal, el acabado del rifle es pavonado y la culata tiene acabados en color natural y color grafito, es el único rifle de Productos Mendoza que no tiene seguros, ya que se supone que los buenos tiradores poseen buenos hábitos de seguridad; este rifle también, a diferencia del resto de rifles de Productos Mendoza, es el único que posee gatillo regulable, otra diferencia con los demás rifles de resorte fabricados por esa compañía es que sus miras no tienen fibra óptica, también, todos los rifles de resorte son fabricados en calibre .22 (a excepción del Mendoza RM-2003, que es de ánima intercambiable para aceptar dos calibres), solo bajo un pedido de 20 unidades se pueden fabricar en calibre .177.
El RM-450 como la mayoría de los rifles Mendoza, tiene un estriado que no abarca la longitud total del cañón, mientras este rifle tiene 47 cm de cañón, el estriado solo abarca alrededor de 30 cm, lo cual en cierta forma es positivo, ya que genera un menor retroceso y por lo tanto una mayor precisión. En lo que respecta al RM-450, este rifle tiene 18 micro-estrías, para generar mayor precisión, ya que en los rifles de competencia importa más la precisión que la potencia.
Todos los rifles accionados a resorte fabricados por productos Mendoza, tienen una pequeña ranura para introducir aceite lubricante para el mantenimiento adecuado del arma, dentro de este pequeño orificio se alcanza a notar un punto rojo que indica que el arma está amartillada y lista para disparar.
El RM-450, al igual que muchos rifles Mendoza, incorpora un corterón de hule, anilletas con su respectivo portafusil y un freno de boca que aparte de frenar el retroceso del arma, le da un gran atractivo visual y sirve como empuñadura al momento de “quebrar el cañón”. Todos los rifles de resorte hechos por Productos Mendoza incluyen llaves “L” para ajustar las miras, aceitera para su lubricación y un estuche de diábolos para disparar, el RM-450, además de esto, cuenta con 4 siluetas metálicas para tiro, una diana para tiro de precisión, una diana de precisión con 3 orificios que son impactos del RM-450 y un certificado de calidad.
Otras características que tiene el RM-450 es que su precisión a 10 metros es de tan solo 8 milímetros centro a centro, lo cual es muy bueno comparado a otros rifles accionados por resorte.